# Giới tuyến Oder–Neisse

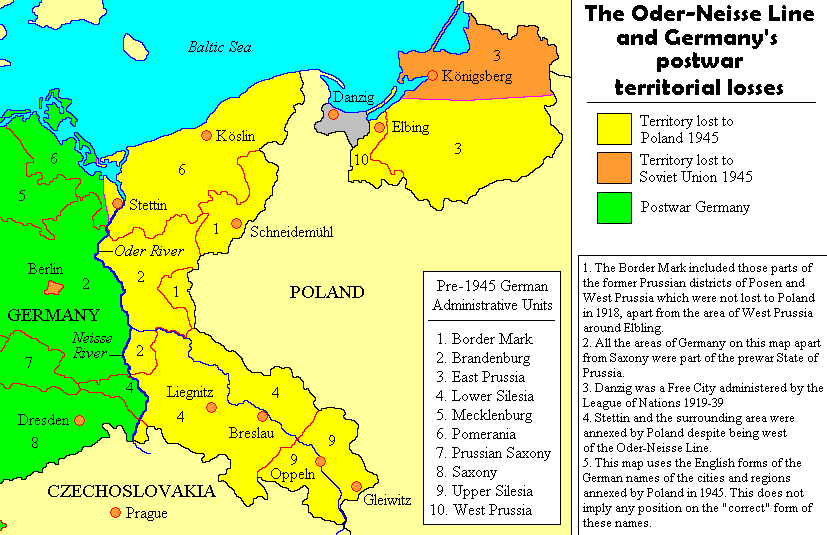
Giới tuyến Oder–Neisse

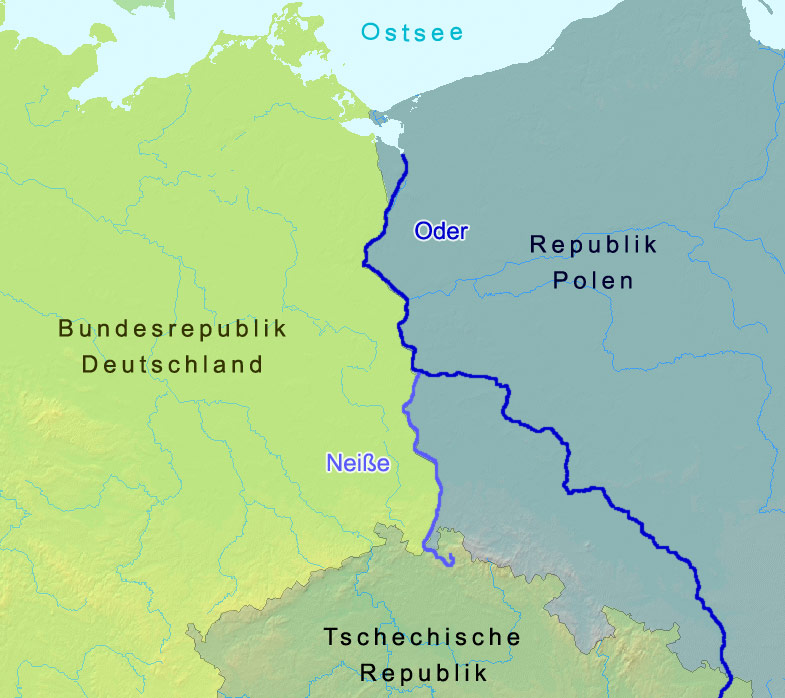
Các sông Oder và Neisse

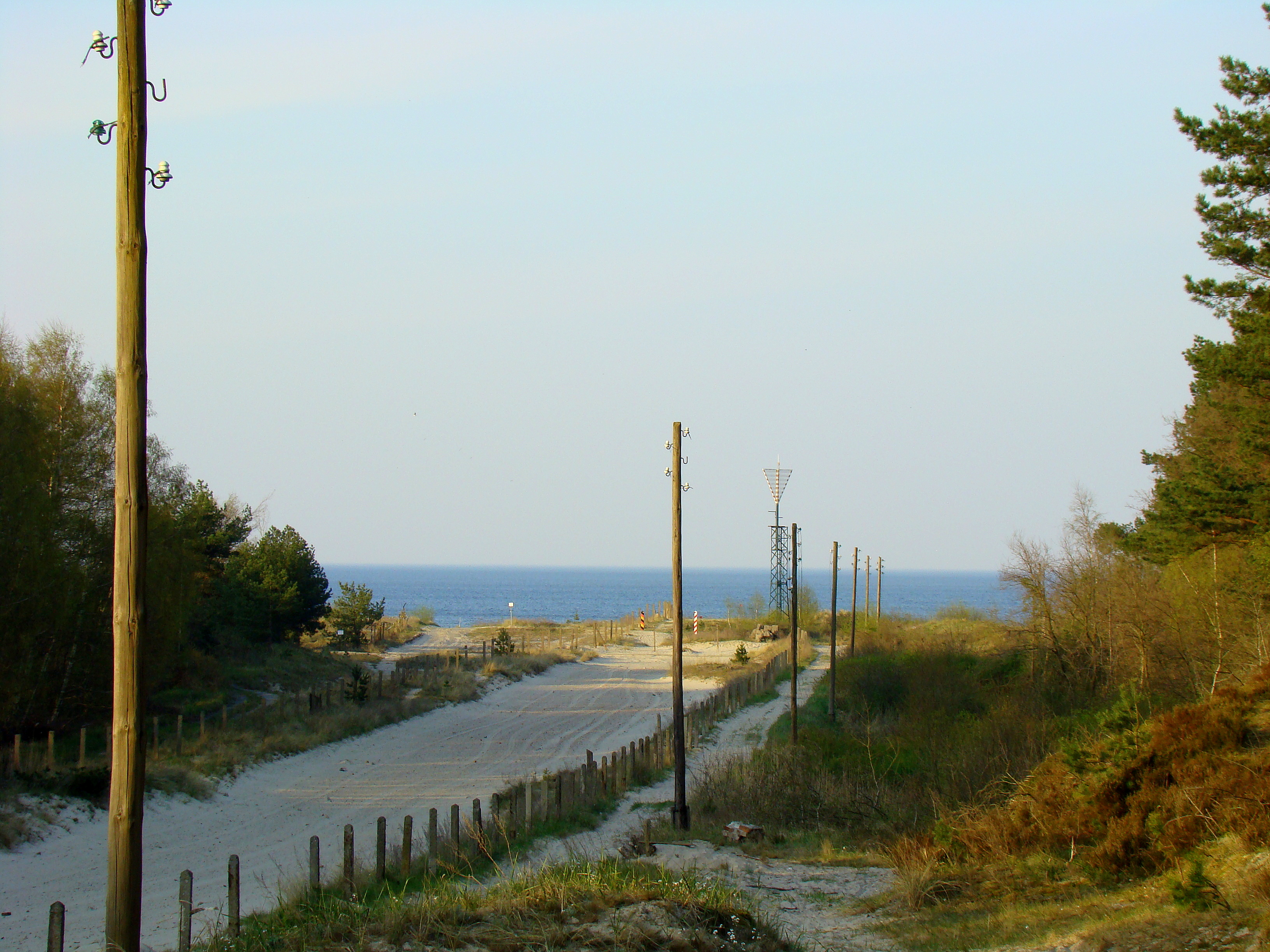
Giới tuyến Oder–Neisse tại Usedom

Giới tuyến Oder-Neisse (tiếng Ba Lan: Granica na Odrze i Nysie Łużyckiej, tiếng Đức: Oder-Neisse-Grenze) là biên giới giữa Đức và Ba Lan đã được hoạch định sau chiến tranh thế giới 2 bởi 3 nước đồng minh là Hoa Kỳ, Anh và Liên Xô trong Hiệp ước Potsdam vào ngày 2 tháng 8 năm 1945. Giới tuyến này được hình thành chủ yếu do các con sông Oder và sông Lusatian Neisse, và gặp biển Baltic về phía tây của các thành phố cảng biển Szczecin (tiếng Đức: Stettin) và Świnoujście (Swinemünde). Tất cả lãnh thổ Đức trước chiến tranh về phía đông của giới tuyến này và trong biên giới Đức năm 1937 (23,8% của cộng hòa Weimar cũ, hầu hết trong số đó từ Phổ) đã được thảo luận tại Hội nghị Potsdam, và được đặt dưới Luật quốc tế tình trạng hành chính của Ba Lan (cho hầu hết các khu vực) và Liên Xô (phía Bắc Đông Prussia) sau chiến tranh (trong khi chờ hiệp ước hòa bình cuối cùng về thế chiến II cho Đức), và đại đa số dân Đức gốc của nó đã bị giết chết, đã bỏ trốn hoặc bị trục xuất bằng vũ lực. Giới tuyến Oder-Neisse đánh dấu biên giới giữa nước Cộng hòa Dân chủ Đức (Đông Đức) và Ba Lan từ năm 1950 đến năm 1990, phía Ba Lan coi đây là sự phục hồi lãnh thổ khi họ cho rằng đây vốn là lãnh thổ từ xa xưa của họ mặc dù ngay chính bản thân họ cũng bị mất một vùng lãnh thổ lớn bởi Liên Xô (Ba Lan bị mất 20% lãnh thổ so với trước chiến tranh). Đông Đức công nhận biên giới với Ba Lan vào năm 1950, trong khi Tây Đức, sau một thời gian từ chối, cuối cùng chấp nhận biên giới vào năm 1970.
Năm 1990, Tây và Đông Đức đã công nhận giới tuyến Oder-Neisse là biên giới chính thức giữa Đức và Ba Lan qua hiệp ước 2 + 4, theo sư đòi hỏi của 4 nước chiến thắng là điều kiện để nước Đức có thể được sáp nhập lại với nhau. Nước Đức mới được thống nhất và Cộng hòa Ba Lan sau đó đã ký một hiệp ước công nhận nó như là biên giới của họ.